# Albert Haas
Albert Haas (Differdange, 6 juli 1928 – aldaar, 30 september 1983) was een Luxemburgs beeldhouwer.

## Leven en werk
Haas werd opgeleid aan de École des Arts et Métiers in de stad Luxemburg. In 1942 ging hij aan het werk bij het staalconcern Arbed, waardoor hij met staal als materiaal in aanraking kwam. Hij maakte vooral staalsculpturen. Haas was lid van de Cercle Artistique de Luxembourg en exposeerde op de jaarlijkse Salon du CAL, daarnaast onder andere op de salons van Art Vivant in Differdange. In 1973 werd zijn werk beloond met een eerste prijs van de Luxemburgse Académie Européenne libre des Beaux Arts. Op de Salon du CAL 1979 toonde hij zijn stalen Don Quichotte, volgens de cricitus van de Luxemburger Wort was het "half-abstract, half-figuratief, met frêle en verscheurde ledematen, die me hier en daar nog doen denken aan de manier van een Germaine Richier." In 1982 ontving Haas de Prix Grand-Duc Adolphe uit handen van groothertogin Josephine Charlotte. Hij overleed het jaar erop, op 55-jarige leeftijd.
- Library of Congress Control Number: n2018048497
- Musée national d'archéologie, d'histoire et d'art: lkl004198
- Virtual International Authority File: 430153532448148820006
- WorldCat: E39PBJyxbBxqXk7RMqf7BFXw4q